# Палестра

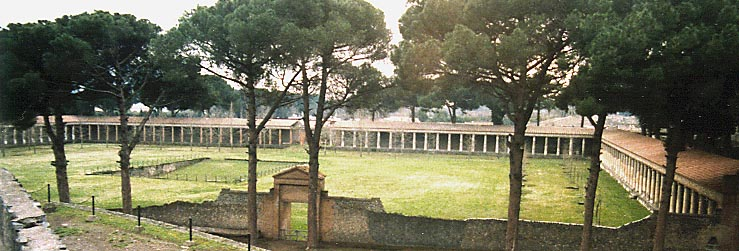
Палестра в Помпеях

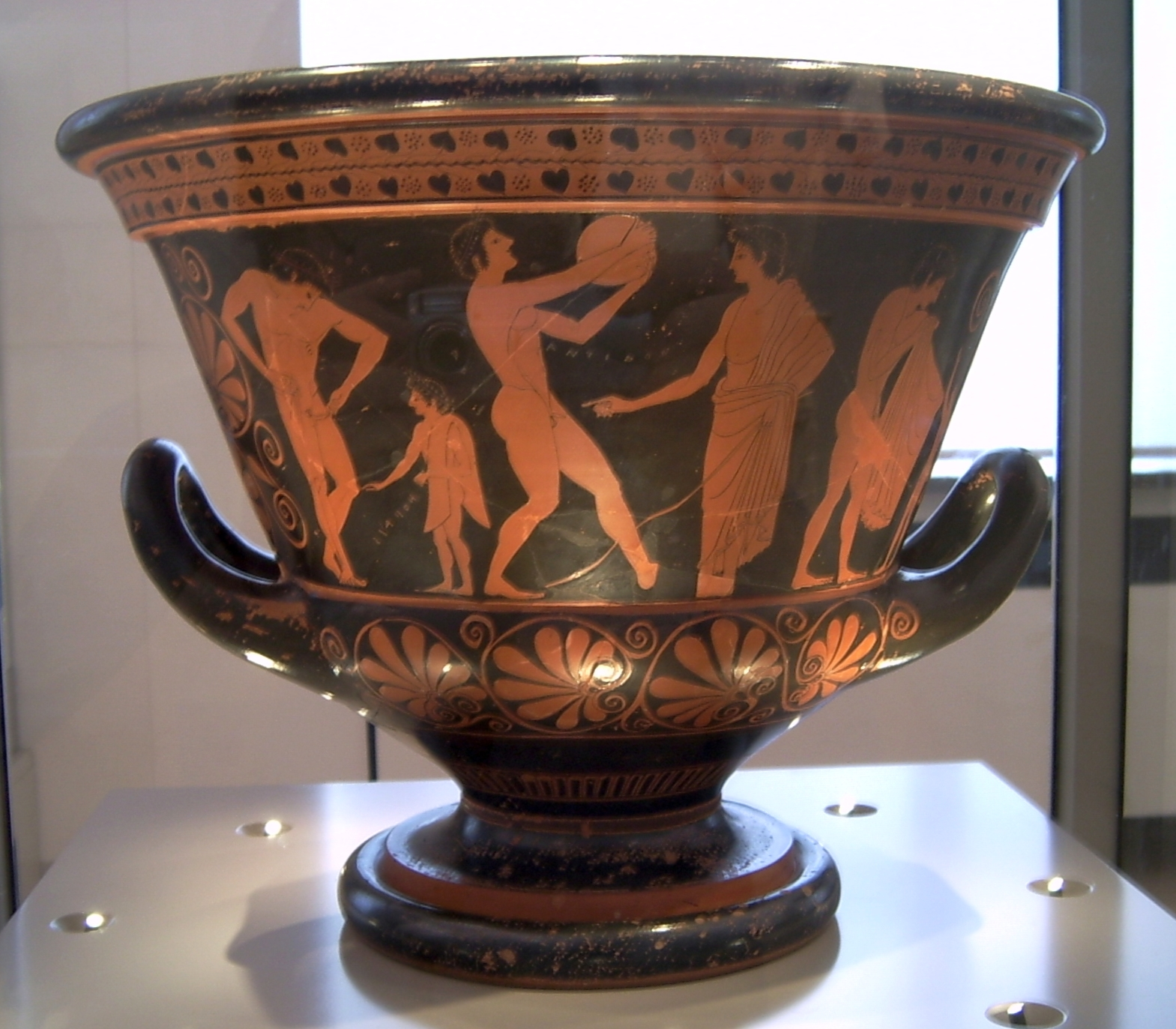
Кратер с изображением спортсмена при подготовке к соревнованиям в палестре. Приписывается вазописцу Ефронию. Около 510/500 годы до н. э. Античное собрание, Берлин

Пале́стра (от др.-греч. παλαίστρα) — частная гимнастическая школа в Древней Греции, где занимались мальчики с 8 до 16 лет (на острове Самос была палестра для взрослых мужчин). В общем смысле слово «палестра» может употребляться как обозначение площадки для упражнений в гимнасии или как синоним учреждения, в котором молодые люди обучаются различным видам спорта.
Главным упражнением была борьба (πάλη). Кроме того, программа обучения в палестре включала бег, прыжки, метания копья и диска (так называемая «система пятиборья»), гимнастические упражнения, плавание. Мальчиков также учили красивой походке, давали внешнюю выправку и манеры.
Как учреждения частные, палестры были в ведении частного лица, по имени которого они назывались («Палестра Таврея», «Тимея», «Сибиртия»).
Палестры имели открытые площадки, беговые дорожки, гимнастические залы, бассейны. Как правило, палестры, в которых обучали бегу, были бо́льшими, чем те, в которых обучали только борьбе. Наряду с комнатами, где происходила борьба, были помещения для натирания тела маслом, для посыпки его песком, для омовений. Пол в палестрах был гладким и ровным.
Учитель в палестре назывался «педотрибом» (παιδοτρίβης — «тренирующий ребенка»). Учители борьбы должны были обучать, главным образом, практическим приёмам, полное же знакомство с атлетическими приёмами юноши получали под руководством профессиональных γυμνασταί («гимнастов»), которые были учёными специалистами гимнастики в связи с физиологией. Кроме того, в палестрах имелась специальная должность алеипта, отвечавшего за смазывание борцов маслом.
При Солоне школы гимнастики должны были открываться не раньше восхода солнца и запираться не позже захода. Взрослым было запрещено посещать палестры, хотя впоследствии этот запрет на практике обходился. Указанное вначале различие гимназий от палестр не соблюдалось строго, под словом «палестра» подразумевалась или часть гимназии, или вся гимназия.
В первой половине XX века в Бразилии существовали спортивные команды, называвшиеся «Палестра Италия», поскольку были образованы выходцами из Италии. После начала Второй мировой войны эти команды сменили своё наименование. В настоящий момент два наиболее знаменитых клуба относятся к числу ведущих футбольных и спортивных клубов Бразилии — клуб из Сан-Паулу (современный «Палмейрас»), из Белу-Оризонти — «Крузейро».
В честь палестры названа советская телевизионная игровая приставка конца 1970-х годов «Палестра-02».